# Ligne 68 de Media Distancia
La ligne 68 (Grenade-Almeria) est une ligne ferroviaire exploitée par les services de Media Distancia (MD) qui traverse transversalement la communauté espagnole d'Andalousie. Il circule sur des voies conventionnelles non électrifiées à écartement ibérique. Elle est exploitée par MD de Renfe Operadora, avec des trains de la série 599, et est partiellement subventionnée par le gouvernement régional d'Andalousie. En 2008, elle comptait 440 200 passagers.
Auparavant, elle couvrait le trajet entre Séville et Almeria. En 2019, le trajet est raccourci à Grenade-Almería. Depuis 2020, il existe des billets combinés MD et Avant entre Séville et Almería avec un changement de train à Grenade.
Le temps de trajet minimum de Séville à Grenade était de 3 heures, et celui d'Almería de 5 h 5 (2009),.
En raison de l'intégration ferroviaire à Almeria avec l'enfouissement du train à El Puche, le trajet entre Huercal-Viator et Almeria se fait en bus.
Depuis novembre 2018, la ligne Huércal-Almería subit des coupures électriques en raison de travaux de mise en souterrain à El Puche. Affecte cette ligne et l'Altaria Madrid-Almeria avec 4 services quotidiens, laissant Almeria sans rail depuis lors.